# Список космонавтов Канады
Ниже представлен список из канадских космонавтов, участвовавших в космическом полёте. Данные приведены по состоянию на 22 апреля 2025 года
В списке 11 космонавтов, среди которых 2 женщины. 8 космонавтов уже завершили карьеру, 1 выделенный бежевой заливкой находится в активном отряде. 2 выделенных салатовой заливкой — космические туристы. Только у 3 космонавтов есть опыт выходов в открытый космос.
На 5 июня 2025 года нет в живых двух космонавтов.
| №  | Космонавт (астронавт)                                                                               | Фото | Экспедиция | Число полётов | Суммарный налёт             | Выходы в открытый космос | Время в открытом космосе | Специализация                                                         |
| -- | --------------------------------------------------------------------------------------------------- | ---- | --- | ------------- | --------------------------- | ------------------------ | ------------------------ | --------------------------------------------------------------------- |
| 1  | Жозе́ф Жан-Пьер Марк Гарно́ (фр. Joseph Jean-Pierre Marc Garneau) 23 февраля 1949 года — 4 июня 2025  |      | Челленджер STS-41G, 05.10.1984 - 13.10.1984 Индевор STS-77, 19.05.1996 - 29.05.1996 Индевор STS-97, 01.12.2000 - 11.12.2000                           | 3             | 29 суток 01 час 59 минут    | 0                        | 0                        | Инженер, специалист по полезной нагрузке, специалист полёта           |
| 2  | Робе́рта Линн Бо́ндар (англ. Roberta Lynn Bondar) род. 4 декабря 1945 года                            |      | Дискавери STS-42, 22.01.1992 - 30.01.1992 | 1             | 08 суток 01 час 14 минут    | 0                        | 0                        | Врач-невролог, специалист по полезной нагрузке                        |
| 3  | Сти́вен Гле́нвуд Макле́йн (англ. Steven Glenwood MacLean) род. 14 декабря 1954 года                    |      | Колумбия STS-52, 22.10.1992 - 01.11.1992 Атлантис STS-115, 09.09.2006 - 21.09.2006                                                                    | 2             | 21 сутки 16 часов 02 минуты | 1                        | 07 часов 11 минут        | Физик, специалист по полезной нагрузке, специалист полёта             |
| 4  | Кри́стофер О́стин Хэ́дфилд (англ. Christopher Austin Hadfield) род. 29 августа 1959 года               |      | Атлантис STS-74 · Мир, 12.11.1995 - 20.11.1995 Индевор STS-100 · МКС, 19.04.2001 - 01.05.2001 Союз ТМА-07М · МКС-34 · МКС-35, 19.12.2012 - 14.05.2013 | 3             | 165 суток 16 часов 18 минут | 2                        | 14 часов 50 минут        | Полковник ВВС Канады, специалист полёта, бортинженер, командир МКС-35 |
| 5  | Роберт Брент Терск (англ. Robert Brent Thirsk) род. 17 августа 1953 года                            |      | Колумбия STS-78, 20.06.1996 - 07.07.1996 Союз ТМА-15 · МКС-20 · МКС-21, 27.05.2009 - 01.12.2009                                                       | 2             | 204 суток 18 часов 28 минут | 0                        | 0                        | Врач, специалист полёта, бортинженер                                  |
| 6  | Бья́рни Ва́лдимар Три́ггвасон (англ. Bjarni Valdimar Tryggvason) 21 сентября 1945 года — 5 апреля 2022 |      | Дискавери STS-85, 07.08.1997 - 19.08.1997 | 1             | 11 суток 20 часов 26 минут  | 0                        | 0                        | Физик, специалист по полезной нагрузке                                |
| 7  | Давид Рис Уильямс (англ. Dafydd Rhys Williams) род. 16 мая 1954 года                                |      | Колумбия STS-90, 17.04.1998 - 03.05.1998 Индевор STS-118 · МКС, 08.08.2007 - 21.08.2007                                                               | 2             | 28 суток 15 часов 45 минут  | 3                        | 17 часов 47 минут        | Врач, специалист полёта                                               |
| 8  | Жюли́ Пейе́тт (фр. Julie Payette) род. 20 октября 1963 года                                           |      | Дискавери STS-96 · МКС, 27.05.1999 - 06.06.1999 Индевор STS-127 · МКС-20, 15.07.2009 - 31.07.2009                                                     | 2             | 25 суток 11 часов 58 минут  | 0                        | 0                        | Инженер, специалист полёта                                            |
| 9  | Ги Лалиберте́ фр. Guy Laliberté род. 2 сентября 1959 года                                            |      | Союз ТМА-16 · МКС-20 · Союз ТМА-14, 30.09.2009 - 11.10.2009                                                                                           | 1             | 10 суток 21 час 16 минут    | 0                        | 0                        | Турист                                                                |
| 10 | Давид Сен-Жак фр. David Saint-Jacques род. 6 января 1970 года                                       |      | Союз МС-11 · МКС-57/58, 03.12.2018 - 25.06.2019 | 1             | 203 суток 15 часов 16 минут | 0                        | 0                        | Врач                                                                  |
| 11 | Марк Лоуренс Пати англ. Mark Laurence Pathy род. июль 1969 года                                     |      | SpaceX AX-1, 08.04.2022 - 25.04.2022 | 1             | 17 суток 1 час 49 минут     | 0                        | 0                        | Турист                                                                |